# ガゼルステークス
ガゼルステークス（Gazelle Stakes）は、アメリカ合衆国のアケダクト競馬場にて、毎年4月に開催される競馬の競走である。2004年大会まではガゼルハンデキャップ。

## 概要
4月に行われる3歳牝馬限定競走で、5月に行われるケンタッキーオークスの前哨戦の一つでもある。

## 沿革
- 1887年にガゼルハンデキャップとして創設したが、2005年からガゼルステークスに変更。
- 開催場は1887～1910年大会まではグルーヴセンド競馬場、1956～1959年・1961年・1969～2008年はベルモントパーク競馬場、1917～1932年・1936～1955年・1960年・1962～1968・2009年以降はアケダクト競馬場。1911～1916年・1933～1935年は開催せず。
- グレード制開始伴い1973年にGIIに格付けされてから1983年までは変わらず、1984～2012年はGI、2013～2019年はGIIに格付け。2020年よりGIIIに降格されることになった[1]。
- 賞金額は幾度も変更しており、2015年から賞金総額は30万ドルに変更。

（脚注）

## 近年の勝ち馬
- 2025 - Ballerina d'Oro
- 2024 - Where's My Ring
- 2023 - Promiseher America
- 2022 - Nostalgic
- 2021 - Search Results
- 2019 - Always Shopping
- 2018 - My Miss Lilly
- 2017 - Miss Sky Warrior
- 2016 - Lewis Bay
- 2015 - Condo Commando[3]
- 2014 - My Miss Sophia
- 2013 - Close Hatches
- 2012 - Dance Card
- 2011 - Awesome Feather
- 2010 - No Such Word
- 2009 - Flashing
- 2008 - Music Note
- 2007 - Lear's Princess
- 2006 - Pine Island
- 2005 - In The Gold
- 2004 - Stellar Jayne
- 2003 - Buy the Sport
- 2002 - Imperial Gesture
- 2001 - Exogenous